# Catapagurus hirayamai
Catapagurus hirayamai is een tienpotigensoort uit de familie van de Paguridae. De wetenschappelijke naam van de soort is voor het eerst geldig gepubliceerd in 2001 door Asakura.